# استوارت ویلیامز
استوارت ویلیامز (انگلیسی: Stuart Williams; ۹ ژوئیهٔ ۱۹۳۰ – ۵ نوامبر ۲۰۱۳) بازیکن و سرمربی فوتبال اهل بریتانیا بود.
از باشگاه‌هایی که در آن بازی کرده‌است می‌توان به باشگاه فوتبال ساوت‌همپتون، باشگاه فوتبال وست برومویچ آلبیون و باشگاه فوتبال رکسهام اشاره کرد.
وی همچنین در تیم ملی فوتبال ولز بازی کرده است.